# André de Muralt
André de Muralt est un philosophe suisse né le 1er septembre 1931.

## Biographie
André de Muralt est né le 1er septembre 1931 à Lausanne. Ses parents sont Elisabeth Feer et Jean Hans, directeur de Nestlé. Après une thèse sur la phénoménologie de Husserl avec Paul Ricœur, il dirige de 1966 à 1973 le Service littéraire allemand des Éditions Rencontre dirigé par son frère Balthazar,  tout en étant chargé de cours aux Universités de Genève et de Lausanne en philosophie médiévale. 
Si son œuvre porte essentiellement sur la philosophie antique et médiévale, André de Muralt est également spécialiste de la phénoménologie husserlienne. Sa nouvelle traduction de la Métaphysique d'Aristote a été couronnée par le prix Victor-Delbos de l'Académie des sciences morales et politiques.

## Publications

### Ouvrages
- Aristote, Les Métaphysiques. Traduction analytique d'André de Muralt, Paris, Les Belles Lettres, coll. « Sagesses médiévales », 2010, 528 p. (Livres Γ, Z, Θ, I, Λ )
- L'unité de la philosophie politique. De Scot, Occam et Suarez au libéralisme contemporain, Paris, Vrin, 2002, 198 p[3].
- L'enjeu de la philosophie Médiévale: Études Thomistes, Scotistes, Occamiennes Et Grégoriennes, Leiden, E. J. Brill, coll. « Studien und Texte Zur Geistesgeschichte des Mittelalters »), 1991, XVI-450p. 2e édition,ibid.,1993.
- Néoplatonisme et aristotélisme dans la métaphysique médiévale: analogie, causalité, participation, Vrin, 1995 (ISBN 978-2-7116-1237-6, lire en ligne)[4].
- Comment dire l'être ? L'invention du discours métaphysique chez Aristote, Paris, Vrin , 1985, 208 p. 2e édition 2003.
- La métaphysique du phénomène, les origines médiévales et l'élaboration de la pensée phénoménologique, Vrin reprise, Paris, 1985, 208 p. 2e édition 2003.
- Philosophes en Suisse française, Neuchâtel, La Baconnière, 1966, 256 p.
- La conscience transcendantale dans le criticisme kantien, Essai sur l'unité d'aperception, Aubier, Paris, 1958, 200 p. (Prix de l’Université de Lausanne)[5].
- L'Idée de la Phénoménologie: L'Exemplarisme Husserlien, Paris, Presses universitaires de France, 1958[6], 400 p. / Rééd. Hildesheim, G. Olms, 1987.